# Kártyikné Benke Etka
Kártyikné Benke Etelka, ismertebb nevén Etka anyó (Kiskunhalas, 1920. január 1. – Szeged, 2013. március 31.) magyar jógaoktató, mozgásterapeuta, természetgyógyász.

## Életpályája
1920. január 1-jén Kiskunhalason született, hatgyermekes család első gyermekeként. Szülei: Benke Lajos és Farkas Viktória gazdálkodók voltak. Szívbetegen jött világra, emiatt évtizedeken át mellőznie kellett a fizikai megterhelést jelentő feladatokat, többek között a sportot és a tornát. Párhuzamosan járt a Képzőművészeti Főiskola esti tagozatára és a József Attila Szabadegyetemre, ahol művészettörténetet, irodalmat, filozófiát és idegen nyelveket tanult.
Ötvenöt évesen, 1975-ben döntötte el, hogy akaraterejével és hitével legyőzi minden létező betegségét. Ekkor alapította meg az Etka-jógát, amivel később ezreken segített, hogy meggyógyuljanak, jobban érezzék magukat. Jógaoktatóként és mozgásterapeutaként kilencvenhárom éves korában bekövetkezett haláláig dolgozott.
1995-ben hozta létre az Etka Jóga Nemzetközi Egyesületet. Az Etka-jógát erőgyűjtő módszerként 2003-ban akkreditálták, 2004-ben pedig hatósági nyilvántartásba került.

## Érdekességek
Idős korában is megőrizte fittségét és lendületét. Haláláig görkorcsolyázott és különböző bonyolult jógagyakorlatokat mutatott be, de előszeretettel végzett feladatokat gyűrűn és bordásfalon is.
Magát minden valláshoz tartozónak vallotta, és úgy vélte, az emberi gondolatnak – különösen a pozitívnak – rendkívüli hatalma van.